# Planaise
Pour l’article ayant un titre homophone, voir Planèze (homonymie).
Planaise est une commune française située dans le département de la Savoie, en région Auvergne-Rhône-Alpes. 

## Géographie

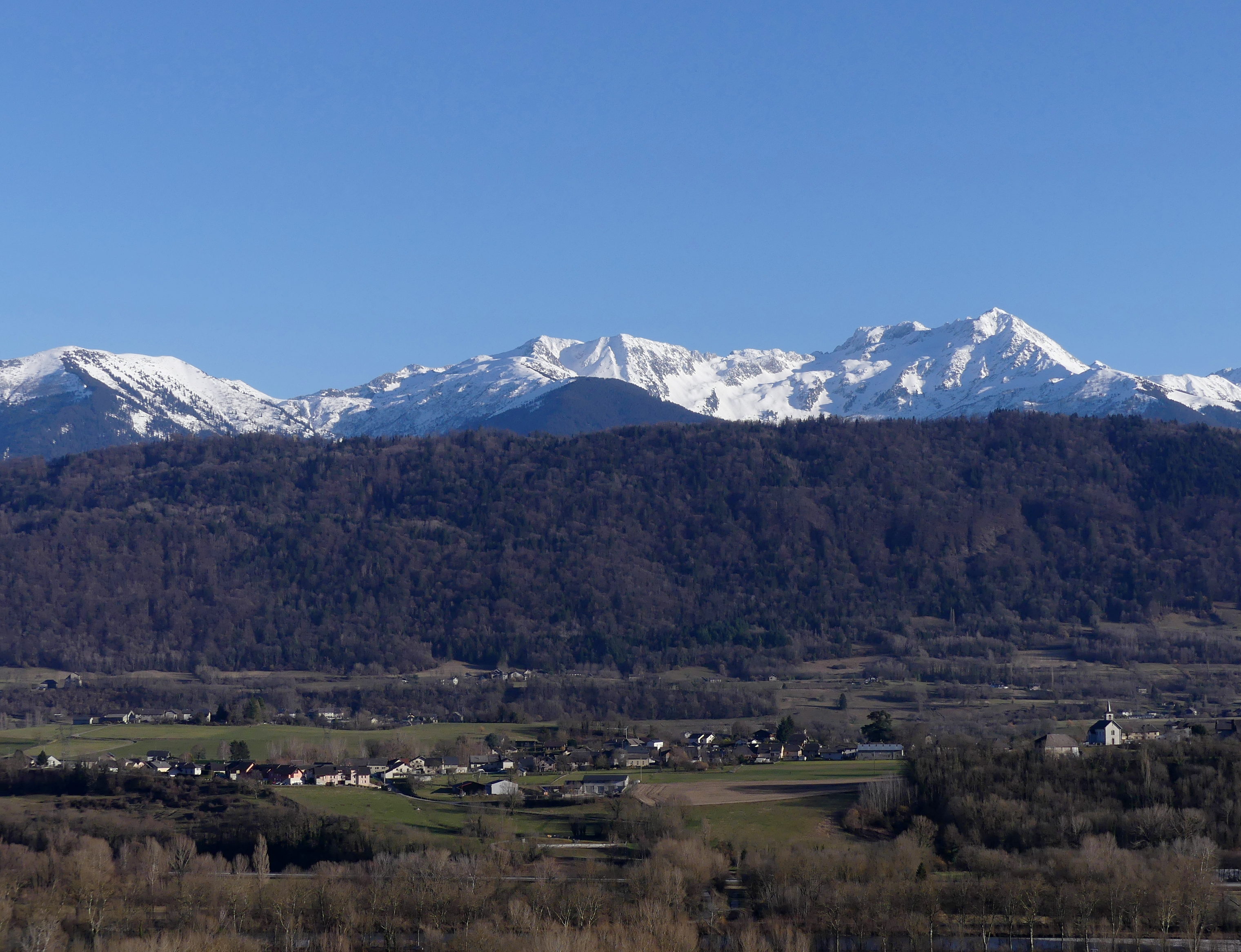
Planaise vu d'Arbin en hiver.

La commune de Planaise se situe dans la combe de Savoie entre le massif des Bauges et la chaîne de Belledonne, à environ 2 km de Montmélian et à 18 km de Chambéry, chef-lieu du département de la Savoie.
D'une superficie de 4,12 km2, il s'agit d'une commune de plaine dont l'altitude s'étend de 272 mètres au niveau de l'Isère à 419 m au sommet de la colline au lieu-dit Chantebile.
Bien que la rive gauche de l'Isère marque la limite nord de Planaise, aucun autre cours d'eau d'importance n'arrose la commune, le Coisin passant plus au sud à Saint-Pierre-de-Soucy.

### Communes limitrophes
Planaise est limitrophe de cinq communes de la combe de Savoie que sont Arbin, Cruet, Coise-Saint-Jean-Pied-Gauthier, Sainte-Hélène-du-Lac et La Chavanne, auxquelles s'ajoute Montmélian sur un quadripoint situé à l'ouest sur l'Isère (rivière).
Coise-Saint-Pied-Gauthier est limitrophe de près de la moitié du périmètre communal de Planaise, à l'est et au sud.
| Arbin                                | Cruet                          | Coise-Saint-Jean-Pied-Gauthier |
| Montmélian (quadripoint) La Chavanne | Planaise                       | Coise-Saint-Jean-Pied-Gauthier |
| Sainte-Hélène-du-Lac                 | Coise-Saint-Jean-Pied-Gauthier | Coise-Saint-Jean-Pied-Gauthier |

## Urbanisme

### Typologie
Au 1er janvier 2024, Planaise est catégorisée commune rurale à habitat dispersé, selon la nouvelle grille communale de densité à sept niveaux définie par l'Insee en 2022.
Elle est située hors unité urbaine. Par ailleurs la commune fait partie de l'aire d'attraction de Chambéry, dont elle est une commune de la couronne,. Cette aire, qui regroupe 115 communes, est catégorisée dans les aires de 200 000 à moins de 700 000 habitants,.

### Occupation des sols

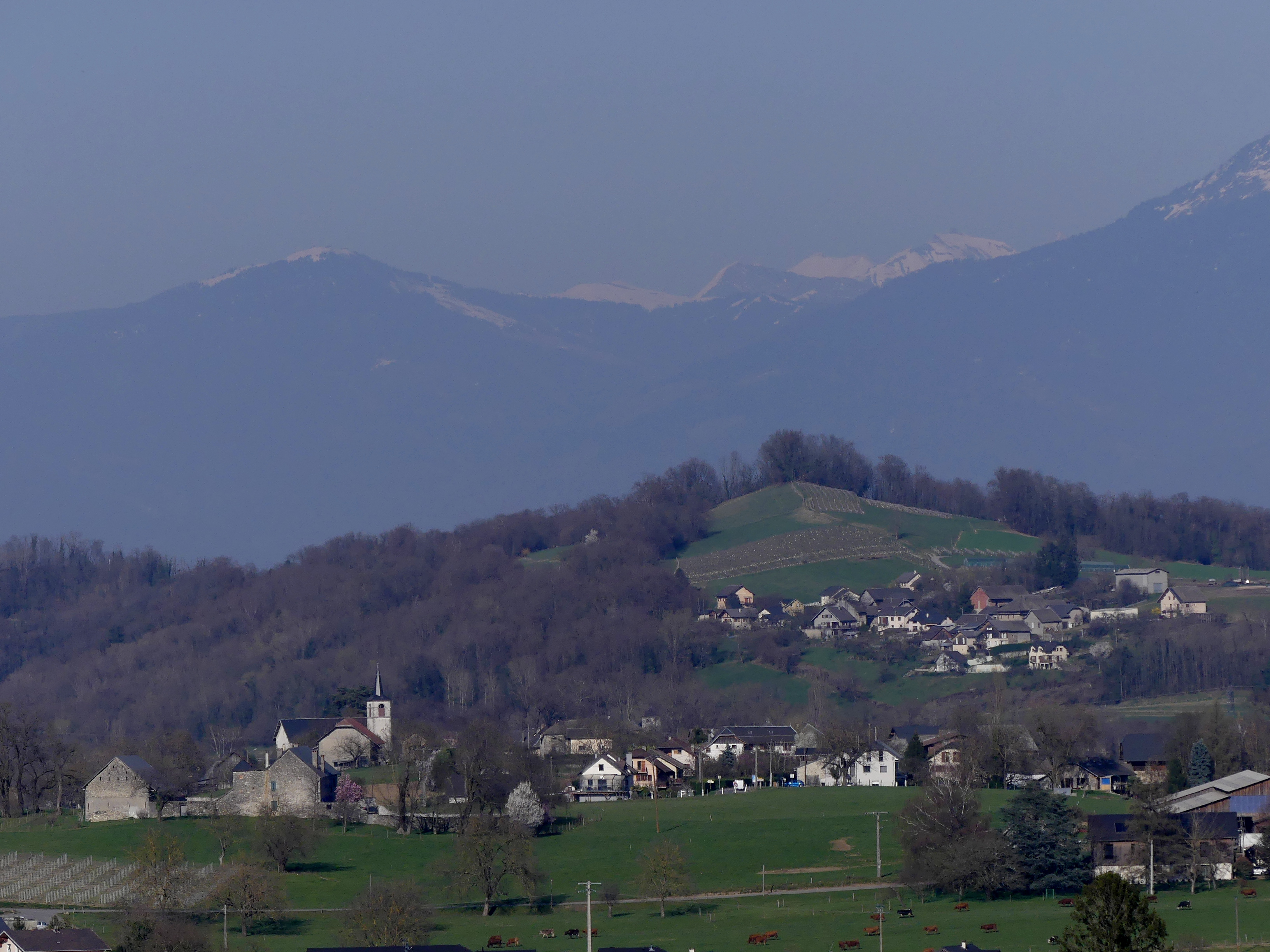
Territoire de Planaise en hiver.

L'occupation des sols de la commune, telle qu'elle ressort de la base de données européenne d’occupation biophysique des sols Corine Land Cover (CLC), est marquée par l'importance des territoires agricoles (52,1 % en 2018), en diminution par rapport à 1990 (60,5 %). La répartition détaillée en 2018 est la suivante :
forêts (32,4 %), zones agricoles hétérogènes (24 %), prairies (15,1 %), terres arables (13 %), zones urbanisées (9,5 %), eaux continentales (5,7 %), zones industrielles ou commerciales et réseaux de communication (0,3 %).
L'IGN met par ailleurs à disposition un outil en ligne permettant de comparer l’évolution dans le temps de l’occupation des sols de la commune (ou de territoires à des échelles différentes). Plusieurs époques sont accessibles sous forme de cartes ou photos aériennes : la carte de Cassini (XVIIIe siècle), la carte d'état-major (1820-1866) et la période actuelle (1950 à aujourd'hui).

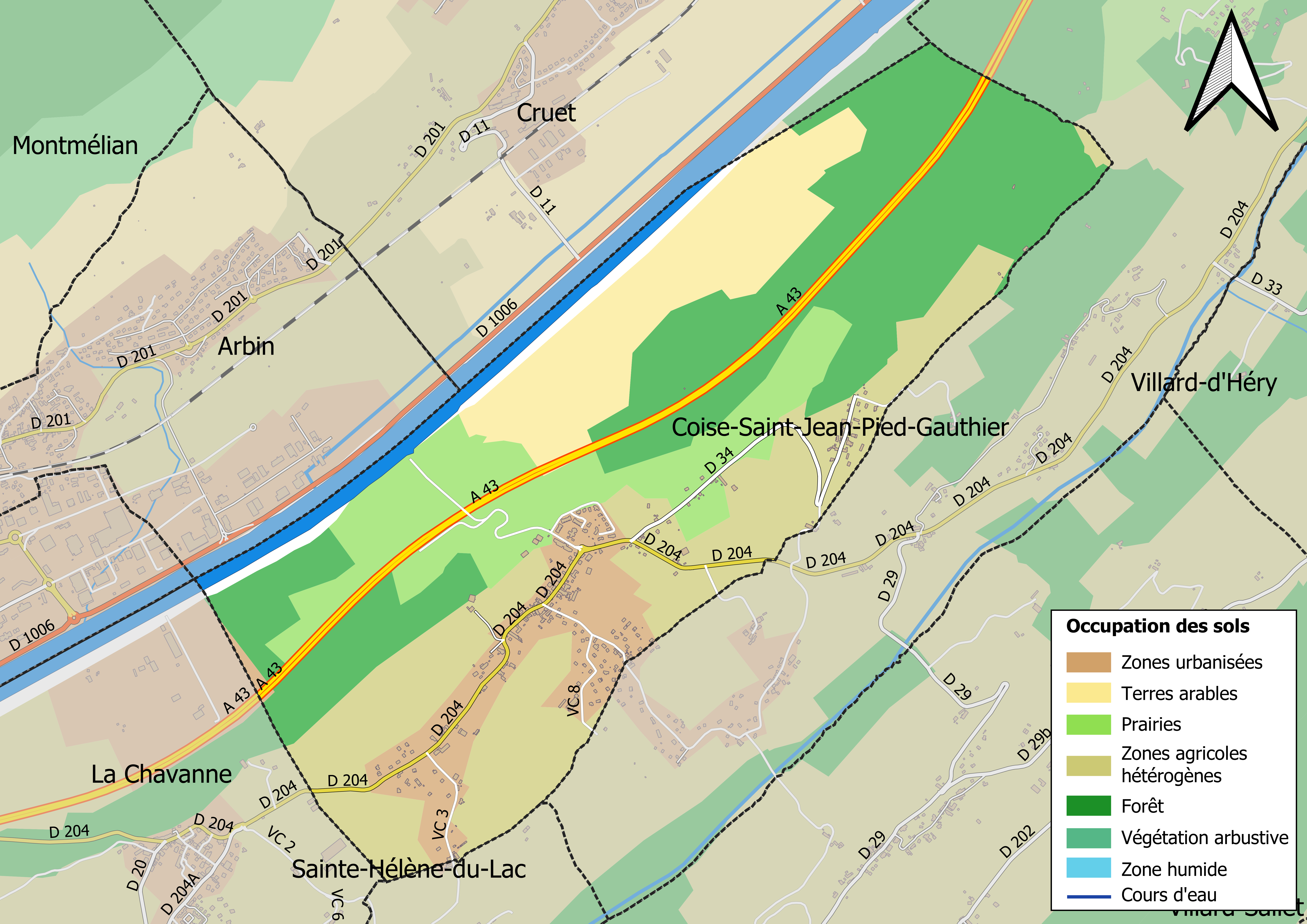
Carte des infrastructures et de l'occupation des sols en 2018 (CLC) de la commune.
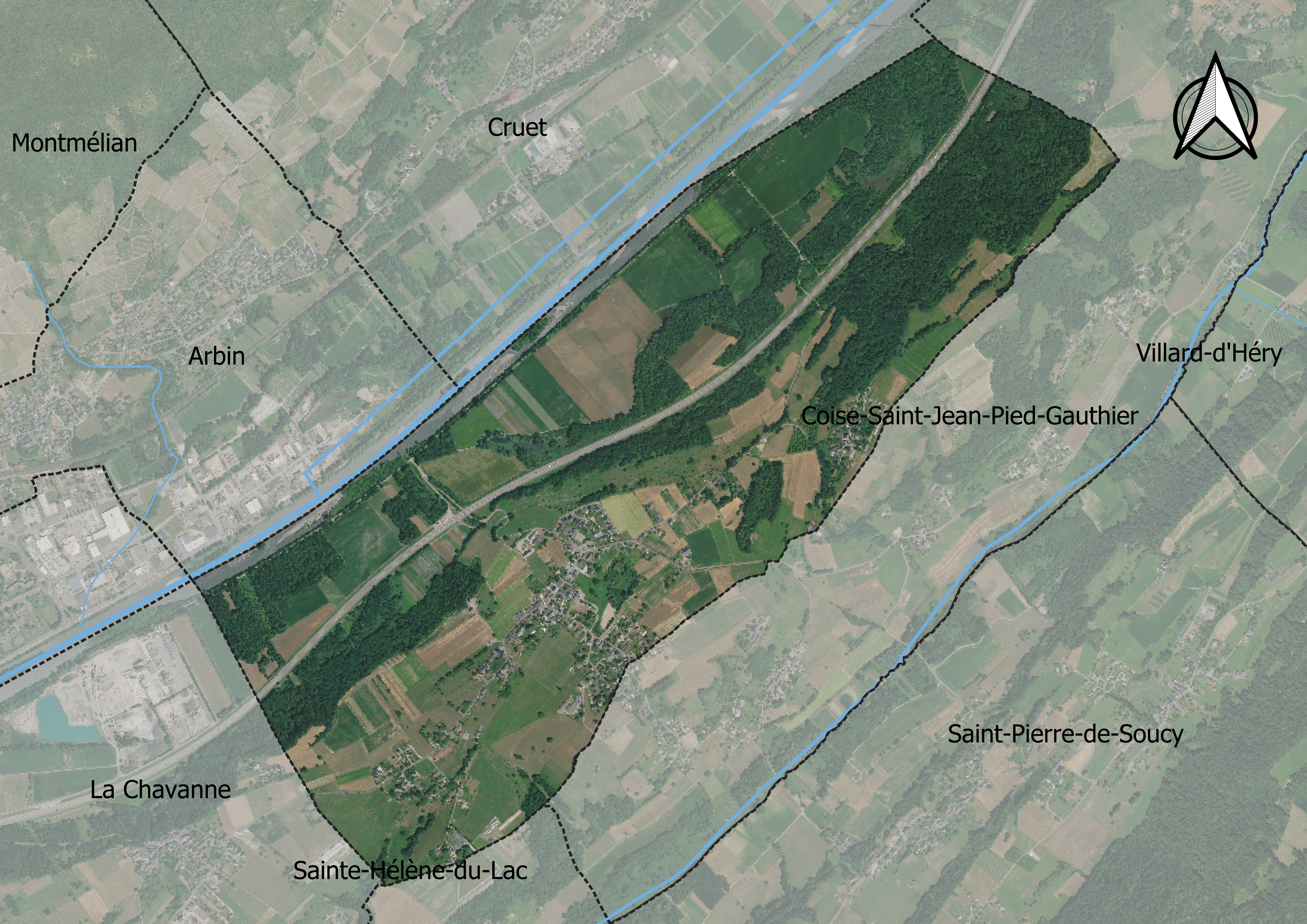
Carte orthophotogrammétrique de la commune.

## Toponymie

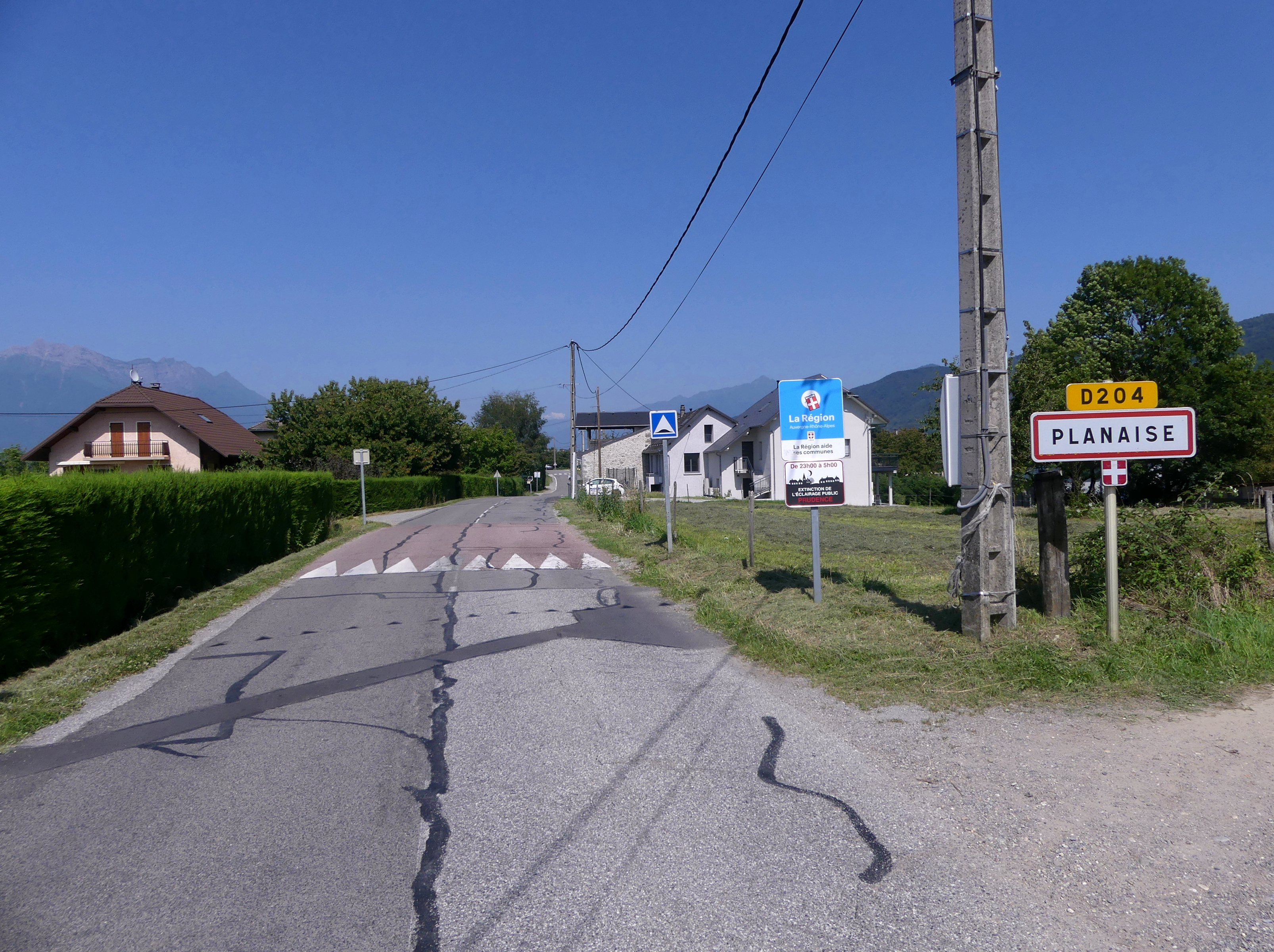
Panneau de Planaise.

Le lieu est attesté dès 1207 dans le patronyme Anselmus de Planeisi puis en 1236 dans le toponyme Playnia de Montemeliano. Au XIVe siècle, la paroisse est mentionnée sous le nom Curatus Planesie, puis en 1475 Parrochia Planesie, puis Planaisia (XVe siècle), Planitia (XVIIe siècle), Planeyse (1723), Planèse (1728), Planaise-en-Savoye (1731) et enfin Planeise (1793).
Le nom de la commune est issu du latin planicia, planitia, « pays de plaine », du fait de sa situation en plateau limitée par des vallées convergentes. Il est homonyme de la commune de Planèzes dans les Pyrénées-Orientales, ou encore de la Planèze de Saint-Flour, plateau volcanique des Monts du Cantal.
En francoprovençal, le nom de la commune s'écrit Planaïze, selon la graphie de Conflans.

## Histoire
La seigneurie de Planaise dépendait de celle de l'Horme. Son histoire est centrée sur l'existence du château de l'Horme, construit au XIIe siècle autour de la première tour moyenâgeuse qui aurait englobé l'église de l'époque, le cimetière et la maison de l'Horme.
En 1382, Humbert, seigneur d'Arvillard, tient en fief le château qui sera acheté par moitié en 1543 par Pierre Frangon, prévôt des maréchaux.
Cette seigneurie sera érigée en baronnie, le 4 décembre 1570, par le duc Philibert-Emmanuel, avant d'être léguée en 1572 par son propriétaire à l'hôpital des pauvres de Montmélian avec ses biens de La Chavanne qui en dépendent depuis 1567, tout en en laissant l'usufruit à sa femme.
Le comte de Montjoie Pierre-Anselme, rachète en 1701 le titre de la baronnie et construira le château de Planaise au lieu-dit La Chatelle.
En 1928, la propriété de l'Orme est vendue par l'hôpital de Montmélian à la famille de Charles Charpin.
Planaise fut le lieu de passage de troupes militaires de 1792 à 1816. En effet, la route qui traverse le village était, avant l'endiguement de l'Isère, la route royale qui conduisait à la résidence du roi de Piémont-Sardaigne à Turin.

## Politique et administration
| Période                                  | Période         | Identité                     | Étiquette | Qualité           |
| ---------------------------------------- | --------------- | ---------------------------- | --------- | ----------------- |
| inconnu                                  | 11 mai 1884     | Louis Billard                | inconnu   | inconnu           |
| 14 mai 1884                              | 1901            | Comte Régis Fernex de Mongex | inconnu   | inconnu           |
| 1902                                     | 8 mai 1904      | Joseph Crozet                | inconnu   | inconnu           |
| 8 mai 1904                               | 10 mai 1908     | Édouard Bataillard           | inconnu   | inconnu           |
| 10 mai 1908                              | 1911            | Félix Cottet                 | inconnu   | inconnu           |
| 1911                                     | 7 décembre 1919 | Camille Rinchet              | inconnu   | inconnu           |
| 7 décembre 1919                          | ...             | Jean Girard                  | inconnu   | inconnu           |
| 1936                                     | 1942            | M. Durbet                    | inconnu   | inconnu           |
| 1945                                     | 28 août 1976    | Léon Rinchet                 | PS        | Agriculteur       |
| 28 août 1976                             | 20 mars 1977    | Ernest Armand                |           | Maire par intérim |
| 20 mars 1977                             | 16 mars 2008    | Jean Rinchet                 | PS        | Agriculteur       |
| 16 mars 2008                             | 28 juin 2020    | Jean-Paul Ratel              | SE        | Retraité          |
| 28 juin 2020                             | En cours        | Lionel Muraz                 | SE        | Artisan           |
| Les données manquantes sont à compléter. |                 |                              |           |                   |

La commune est membre de la Communauté de communes Cœur de Savoie. Elle appartient au Territoire du Cœur de Savoie, qui regroupe une quarantaine de communes de la Combe de Savoie et du Val Gelon.

## Démographie
L'évolution du nombre d'habitants est connue à travers les recensements de la population effectués dans la commune depuis 1793. Pour les communes de moins de 10 000 habitants, une enquête de recensement portant sur toute la population est réalisée tous les cinq ans, les populations de référence des années intermédiaires étant quant à elles estimées par interpolation ou extrapolation. Pour la commune, le premier recensement exhaustif entrant dans le cadre du nouveau dispositif a été réalisé en 2007.

En 2022, la commune comptait 558 habitants, en évolution de +4,89 % par rapport à 2016 (Savoie : +3,63 %, France hors Mayotte : +2,11 %).
| 1793 | 1800 | 1806 | 1822 | 1838 | 1848 | 1858 | 1861 | 1866 |
| ---- | ---- | ---- | ---- | ---- | ---- | ---- | ---- | ---- |
| 304  | 348  | 380  | 410  | 518  | 554  | 479  | 458  | 524  |

| 1872 | 1876 | 1881 | 1886 | 1891 | 1896 | 1901 | 1906 | 1911 |
| ---- | ---- | ---- | ---- | ---- | ---- | ---- | ---- | ---- |
| 514  | 545  | 525  | 491  | 499  | 458  | 412  | 395  | 385  |

| 1921 | 1926 | 1931 | 1936 | 1946 | 1954 | 1962 | 1968 | 1975 |
| ---- | ---- | ---- | ---- | ---- | ---- | ---- | ---- | ---- |
| 320  | 301  | 280  | 276  | 285  | 252  | 285  | 248  | 225  |

| 1982 | 1990 | 1999 | 2006 | 2007 | 2012 | 2017 | 2022 | - |
| ---- | ---- | ---- | ---- | ---- | ---- | ---- | ---- | - |
| 245  | 326  | 356  | 405  | 412  | 500  | 545  | 558  | - |

## Économie
La commune fait partie de l'aire géographique de production et transformation du « Bois de Chartreuse », la première AOC de la filière Bois en France,.

## Culture locale et patrimoine

### Lieux et monuments
Émergée en 1184 sur le fondement d'une bulle du pape Lucius III, la paroisse de Planaise érige d'abord une première église consacrée à Saint-Sauveur et Saint-Sixte. L'église actuelle, qui ne célèbre plus que Saint-Sixte, a été construite en 1831 avec les matériaux de l'ancienne. Après avoir été jointe à la paroisse de Saint-Pierre-de-Soucy en 1803, la paroisse de Planaise retrouva son autonomie en 1836. L'église fut agrandie en 1866.[réf. nécessaire]

### Personnalités liées à la commune
- Roger Rinchet, sénateur (1977-1986 et 1995-2004) et député (1988-1993) de la Savoie, maire de la commune voisine de Montmélian de 1973 à 2008, est né à Planaise en 1933.